# James Murray (general)
James Murray, född den 21 januari 1721, död den 18 juni 1794, var en brittisk militär och ämbetsman, yngre son till den 4:e lord Elibank.
Murray blev 1751 överstelöjtnant och deltog från 1757 i kriget mot fransmännen i Nordamerika. Han anförde en brigad under general Wolfe vid anfallet på Quebec 1759 och försvarade tappert den erövrade staden mot franska försök att återta den (1760). Han blev i oktober samma år guvernör i Quebec och efter Kanadas definitiva avträdande till England i Parisfreden 1763 dess förste brittiske guvernör. 
Murrays statsklokt försonliga politik mot den franska befolkningen föranledde 1768 hans återkallande efter klagomål från engelska 
nybyggare. Åren 1774-82 var Murray guvernör på Menorca och nödgades, belägrad av överlägsna franska och spanska 
trupper i Fort S:t Philip, kapitulera efter nära sju månaders tappert motstånd (februari 1782). En krigsrätt fritog honom 1783 från allt ansvar för den nödtvungna kapitulationen, och han utnämndes samma år till general.